# Cassio Longino (retore)
Cassio Longino (in greco Λογγῖνος, in latino Cassius Longinus; Emesa, 213 – Palmira, 273) è stato un retore e filosofo greco antico con cittadinanza romana.
Fu il più importante consigliere alla corte della regina Zenobia di Palmira, che aveva reso il suo regno indipendente da Roma.

## Biografia
Nacque forse a Emesa, nella provincia di Siria. Studiò ad Alessandria presso Ammonio Sacca e Origene, e insegnò ad Atene per trent'anni, dove ebbe tra i suoi allievi Porfirio. Non abbracciò mai il Neoplatonismo, nemmeno dopo aver conosciuto Plotino, e godette di un'immensa fama come critico letterario. Durante un viaggio nelle regioni orientali divenne maestro e poi consigliere della regina Zenobia di Palmira. Fu proprio su suo consiglio che la sovrana decise di rivendicare l'indipendenza da Roma; l'imperatore Aureliano però soppresse la rivolta e Longino fu giustiziato.
L'origine del nome gentilizio Cassio è ignota. Si può solo ipotizzare che fosse cliente di un certo Cassio Longino, oppure che i suoi avi abbiano ricevuto la cittadinanza romana grazie all'influenza di qualcuno di nome Cassio Longino. Nacque nel 213 e fu ucciso nel 273, all'età di sessant'anni. L'ipotesi che il suo nome originario fosse Dionisio nacque in epoca medievale, poiché il Trattato del Sublime veniva attribuito a "Longino oppure Dionisio".
Anche il luogo di nascita è incerto. Alcuni sostengono sia nato a Palmira, altri lo chiamarono "Siriano" e nativo di Emesa. Quest'ultima ipotesi deriva dal fatto che sua madre era a sua volta siriana, e da un oscuro passo della Historia Augusta da cui si evince che conoscesse la lingua di quella regione. Può anche darsi che sia nato ad Atene, poiché la Suda riporta che Frontone di Emesa, zio di Longino, insegnasse retorica in quella città, e che alla sua morte abbia gli lasciato la cattedra, in quanto figlio della sorella Frontonis.
Pare che Frontone abbia prestato particolare cura nell'educazione del nipote, e sul letto di morte lo avrebbe nominato suo erede. Nell'introduzione alla sua opera Sulla fine, contenuta nella Vita di Plotino di Porfirio, Longino stesso ricorda di aver compiuto vari viaggi con i suoi familiari durante i primi anni di vita, di aver visitato molti paesi di essersi fatto conoscere da tutti quelli che all'epoca avevano fama di grandi filosofi, tra i quali Ammonio Sacca, Origene, Plotino e Amelio. Dei primi due fu allievo per lungo tempo, ma non abbracciò mai il Neoplatonismo.
Durante gli studi familiarizzò con le opere di Platone, e che fosse un platonico si capisce dai frammenti superstiti, così come dai suoi commentari a molti dialoghi, in cui si nota anche che era libero dalle considerazioni allegoriche con le quali i suoi contemporanei ritenevano di aver scoperto lo spirito degli antichi. In opposizione a Plotino sostenne la dottrina secondo cui le idee esistono fuori dal Nous; dal canto suo il filosofo di Licopoli, dopo aver letto il trattato Sul principio primo, commentò che Longino poteva essere un allievo, ma non un filosofo.
Dopo che ebbe imparato tutto quello che poteva da Ammonio e dagli altri filosofi che incontrò, Longino fece ritorno ad Atene. Qui si dedicava con tale zelo all'educazione dei suoi tanti allievi, che gli restava poco tempo per scrivere. Il suo allievo che si distinse maggiormente fu Porfirio. Pare inoltre che tenesse lezioni di filosofia, critica letteraria, ma anche retorica e grammatica, e la sua conoscenza divenne così vasta che Eunapio lo chiama «biblioteca vivente» e «museo che cammina». L'arte in cui eccelse fu comunque la critica letteraria, tanto che l'espressione «giudicare come Longino» divenne sinonimo di «giudicare rettamente».
Dopo aver passato gran parte della sua vita ad Atene e aver composto le sue opere più importanti, si trasferì nelle terre orientali, forse per ritrovare i suoi amici a Emesa oppure per sbrigare alcuni affari di famiglia. Sembra che in questa occasione abbia incontrato la regina Zenobia di Palmira, la quale, donna di talento e amante delle arti e della letteratura, lo fece suo maestro di letteratura greca. Non disponendo di nessuna biblioteca di una certa estensione a Palmira, Longino fu così costretto ad abbandonare i suoi propositi letterari. Ma scoprì presto un altro uso del suo talento, quando il re Odenato morì e Zenobia ottenne il governo del regno, per il quale si avvalse del consiglio di Longino. Fu lui, infatti, a incoraggiarla a disfarsi delle leggi romane e rivendicare l'indipendenza del regno. Come risultato, la regina scrisse una lettera all'imperatore Aureliano. Quando nel 273 Aureliano conquistò e distrusse Palmira, Longino pagò con la vita il suggerimento dato alla sovrana. Dopo essere caduta in mano dei Romani, Zenobia affermò di essere stata influenzata dai suoi consiglieri, in particolare da Longino. Questi affrontò l'esecuzione con la stessa fermezza e sicurezza di Socrate.
Sembra che Longino nella vita privata fosse particolarmente amabile. Quando il suo allievo Porfirio lo abbandonò dicendo che avrebbe trovato un miglior maestro in Plotino, Longino non si dimostrò mai mal disposto, ma continuò a trattarlo da amico, e lo invitò a Palmira. Amò ardentemente la libertà, ed ebbe sempre una grande franchezza nell'esporre le proprie opinioni come nel mostrare gli errori degli altri.

## Opere
Nonostante i tanti impegni, Longino compose molte opere che sembra fossero tenute in grande considerazione, ma di cui non c'è rimasto niente. A lui veniva attribuito anche il Trattato del Sublime, ma al giorno d'oggi lo si ritiene opera di un anonimo autore del I secolo d.C. Tra le sue opere la Suda elenca le Questioni omeriche, Se Omero è un filosofo, Problemi omerici e soluzioni e due trattati sulla pronuncia attica. Viene omessa la più importante delle sue opere filologiche, i Discorsi filologici, composta di 21 libri. Un importante frammento del suo trattato Sul fine ci è stato tramandato da Porfirio. Sotto il suo nome ci sono giunti anche un'introduzione al manuale di metrica di Efestione (Προλεγόμενα εἰς τὸ τοῦ Ἡφαιστίωνος Ἐγχειρίδιον) e un frammento di un trattato di retorica, inserito in un'opera sullo stesso argomento di Apsines. Scrisse anche brevi testi sull'invenzione, l'improvvisazione, lo stile, la memoria e altre cose utili agli studenti.